# Distretto Capitale
Il Distretto Capitale (in spagnolo: Distrito Capital) del Venezuela è un distretto federale corrispondente alla città di Caracas, capitale del Paese.
All'interno del sistema federale dello Stato il distretto ha lo stesso status di uno degli Stati del Venezuela, ha una superficie di 1930 km² e comprende un solo comune (municipio) Libertador, che comprende la città di Caracas. Il distretto confina con gli Stati di Vargas e Miranda.